# ケーブルメディアワイワイ

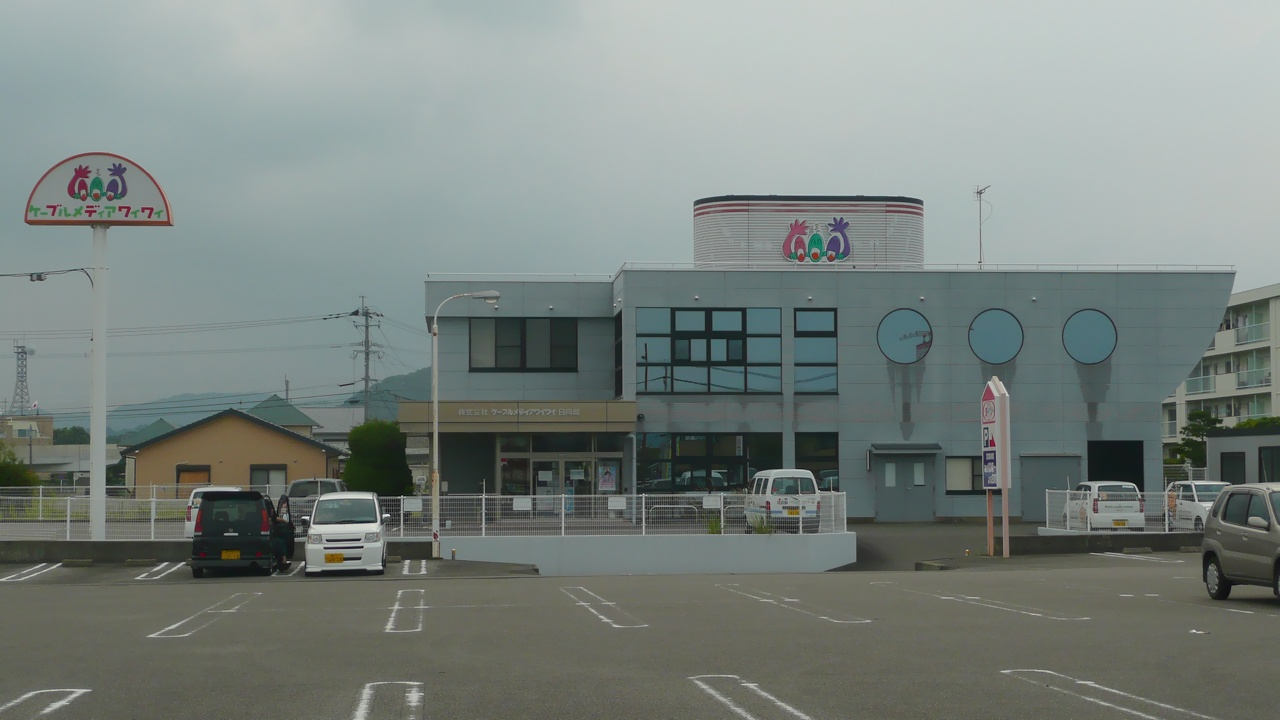
日向局

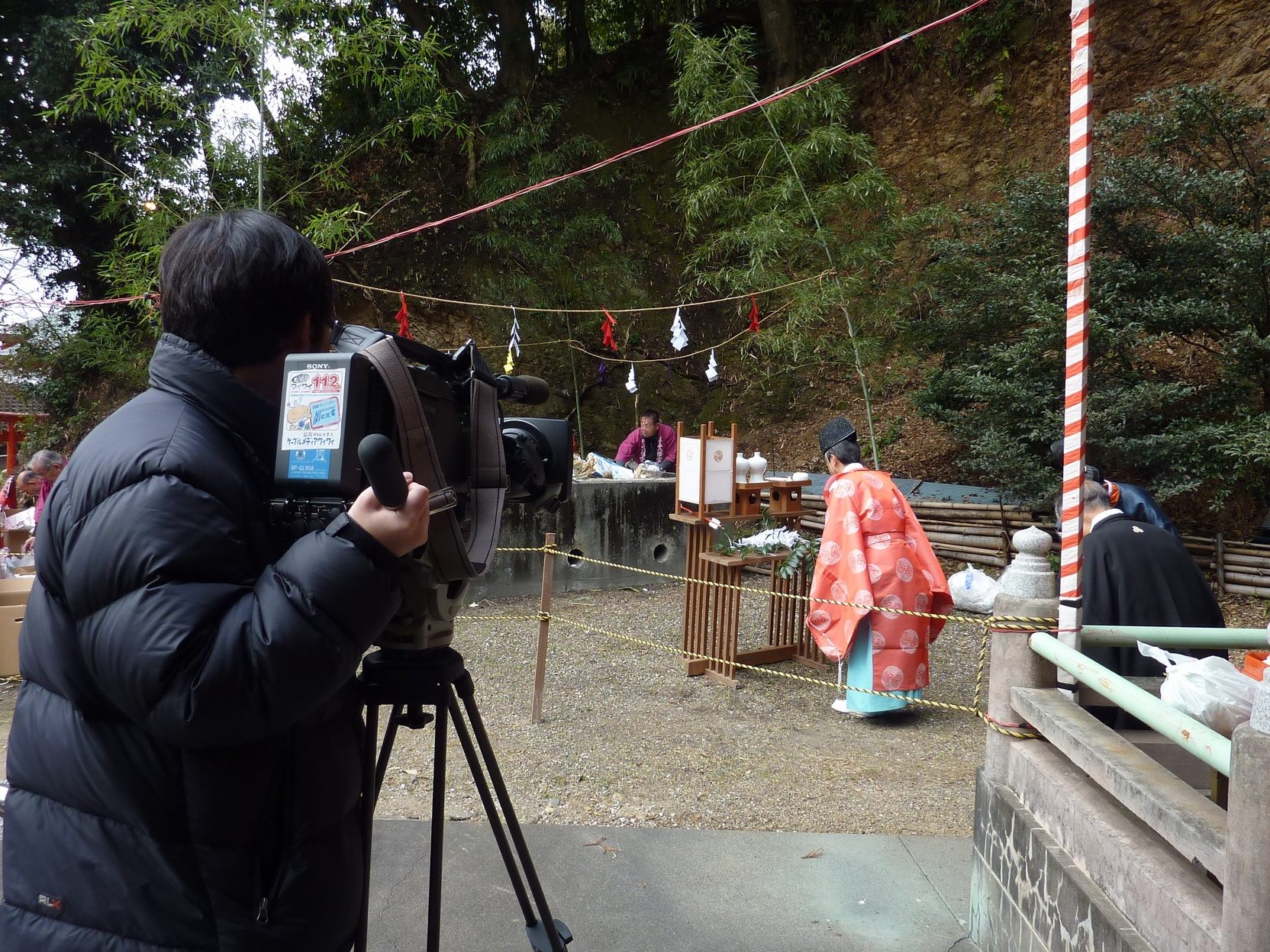
今山恵比寿神社「十日えびす」の取材風景（2011年）

株式会社ケーブルメディアワイワイ（Cable media waiwai Co.,ltd.）は、宮崎県北地域をエリアとする主要株主旭化成（50%）と宮崎県・延岡市・日向市・門川町・地元企業（50%）出資による第三セクターのケーブルテレビ局である。
超短波放送（FM放送）の特定地上基幹放送事業者でもある（FMひゅうが）。

## 概要
延岡市を中心とした都市型ケーブルテレビ（CATV）の施設を利用した事業では、地上波・衛星テレビ、ラジオ放送の再送信、独自チャンネルの提供といったCATV事業の他、ケーブルテレビ電話、インターネット接続サービス（ISP）事業を実施している。CATVの愛称はワイワイテレビ、ISPの愛称はワイワイネットである。 また、日向市でコミュニティ放送事業を実施している。

## 沿革
- 1989年（平成元年）
  - 1月31日 - 株式会社テレビネットワーク延岡（テレビネットワークのべおか、TNN）設立。資本金は4,000万円。
  - 7月 - 資本金4億円に増資。
  - 9月 - 郵政省より有線テレビジョン放送施設設置許可を受ける。
- 1990年（平成2年）9月 - 試験放送を開始。
- 1991年（平成3年）4月 - 開局。
- 2000年（平成12年）10月 - インターネット接続サービス開始。
- 2002年（平成14年） 
  - 4月 - 現在の社名に変更。
  - 9月 - 日向局（エリア・日向市と門川町）サービス開始。
- 2006年（平成14年）12月 - 地上デジタル放送開始。
- 2009年（平成19年） 
  - 2月 - 延岡市北方町で放送開始。
  - 4月 - 延岡市北浦町で放送開始。
- 2010年（平成20年）
  - 4月 - 延岡市島浦町（島野浦島）・北川町で放送開始。
  - 12月 - 固定電話サービス（ケーブルプラス電話）開通。
- 2011年（平成23年）3月 - 無線インターネットサービス（WiMAX）開始。
- 2013年（平成25年）7月18日 - 東京デジタルネットワーク加盟を発表[2]。
- 2013年（平成25年）
  - 9月 - 日向市旧東郷町地域（日向市に近い地域）で放送開始。
  - 12月1日 - FMひゅうが開局。
- 2018年（平成30年）12月3日 - 4K放送サービス開始。
- 2020年（令和2年）6月 - 都農町・川南町（それぞれ一部）で放送開始。

## 所在地
全て宮崎県。
- 本社 - 延岡市愛宕町2丁目1番地12
- 日向局 - 宮崎県日向市原町1丁目97番地3

## ケーブルテレビ事業
民放テレビが2局しかない宮崎県にあって不足する地上波テレビチャンネルを補完することが期待されており、県内にフルネット局が存在しない日本テレビ系列とテレビ朝日系列を提供することの役割が大きく、事業発祥地である旧・延岡市内での歴史は古く、加入率もかなり高い。

### サービスエリア
全て宮崎県。
- 延岡市
- 日向市（旧東郷町は日向市に近い一部地域で視聴可能）
- 東臼杵郡門川町
- 児湯郡都農町（一部）
- 児湯郡川南町（一部）

高千穂町・日之影町・美郷町・旧北浦町は町が回線を整備し、当社がサービスを提供する形式。一部利用出来ないサービスがある。各町の回線サービスについては高千穂町光ケーブルネットワーク、ひのかげケーブルネットワーク、美郷町ケーブルテレビジョンも参照。

### 主な放送チャンネル

#### 地上波系列別再送信局
| NHK-G   | NHK-E   | NNN            | NNS | ANN                     | JNN      | FNN / FNS  | TXN | JAITS |
| ------- | ------- | -------------- | --- | ----------------------- | -------- | ---------- | --- | ----- |
| NHK宮崎 | NHK宮崎 | テレビ宮崎     |     | テレビ宮崎 熊本朝日放送 | 宮崎放送 | テレビ宮崎 |     |       |
| NHK宮崎 | NHK宮崎 | 熊本県民テレビ |     | テレビ宮崎 熊本朝日放送 | 宮崎放送 | テレビ宮崎 |     |       |

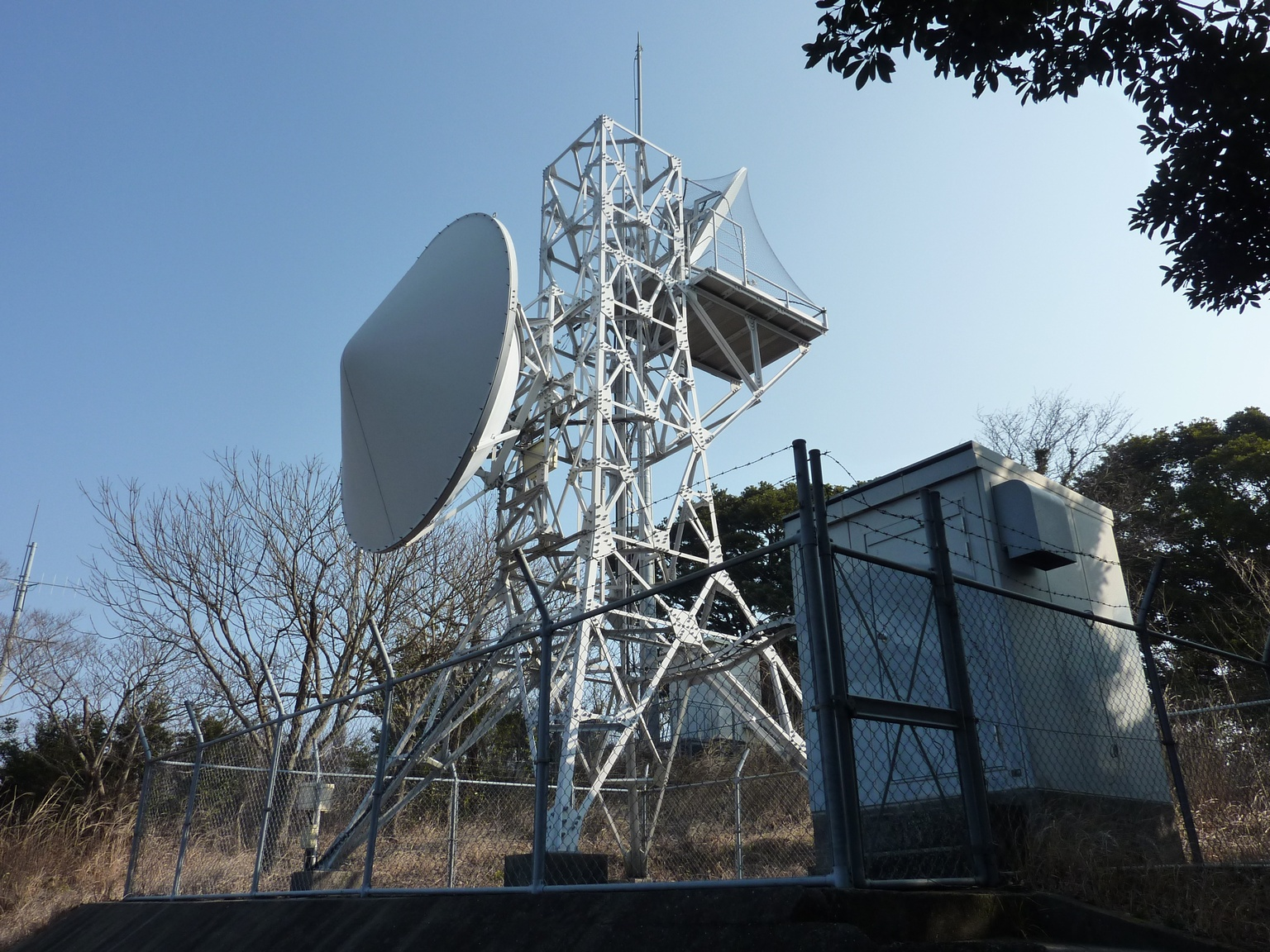
KKT・KAB（熊本民放）のアナログ受信点（高平山）

2008年（平成20年）8月4日より、隣県の地上波民放局である熊本県民テレビと熊本朝日放送の地上デジタル放送の試験再送信を開始した。トランスモジュレーション方式の為、視聴にはセットトップボックスが必要である。

#### テレビチャンネル一覧
デジタルコースには従来サービスと、専門チャンネルもハイビジョンに対応した「プレミアムコース」が存在する。これと別に地上波（熊本県民テレビ・熊本朝日放送は除く）と自主放送（ワイワイチャンネル）のみの再送信コースも存在する。
| 番号              | 番号              | 放送局                                    |
| HD                | SD                | 放送局                                    |
| ----------------- | ----------------- | ----------------------------------------- |
| 地上1(011)        | 地上1(011)        | NHK宮崎総合                               |
| 地上2(021)        | 地上2(021)        | NHK宮崎Eテレ                              |
| 地上3(031)        | 地上3(031)        | UMKテレビ宮崎                             |
| 地上4(041)        | 地上4(041)        | KKT熊本県民テレビ                         |
| 地上5(051)        | 地上5(051)        | KAB熊本朝日放送                           |
| 地上6(061)        | 地上6(061)        | MRT宮崎放送                               |
| 地上11(111)       | 地上11(111)       | 情報チャンネル111                         |
| 地上112           | 地上112           | ワイワイチャンネル （自主放送チャンネル） |
| 地上12(121)       | 地上12(121)       | 情報チャンネル121                         |
| 地上122           | 地上122           | 日向チャンネル                            |
| 地上113・114 C301 | 地上113・114 C301 | お天気チャンネル                          |
| BS1(101)          | BS1(101)          | NHK BS                                    |
| BS4(141)          | BS4(141)          | BS日テレ                                  |
| BS5(151)          | BS5(151)          | BS朝日                                    |
| BS6(161)          | BS6(161)          | BS-TBS                                    |
| BS7(171)          | BS7(171)          | BSテレ東                                  |
| BS8(181)          | BS8(181)          | BSフジ                                    |
| BS9(191)          | BS9(191)          | WOWOW                                     |
| BS192             | BS192             | WOWOWライブ                               |
| BS193             | BS193             | WOWOWシネマ                               |
| BS10(200)         | BS10(200)         | BS10                                      |
| BS10(201)         | BS10(201)         | BS10スターチャンネル                      |
| BS11(211)         | BS11(211)         | BS11                                      |
| BS12(222)         | BS12(222)         | TwellV                                    |
| BS231・232        | BS231・232        | 放送大学テレビ                            |
| BS260             | BS260             | J:COM BS                                  |
| BS265             | BS265             | BSよしもと                                |
| BS4K1(101)        | BS4K1(101)        | NHK BSプレミアム4K                        |
| BS4K4(141)        | BS4K4(141)        | BS日テレ 4K                               |
| BS4K5(151)        | BS4K5(151)        | BS朝日 4K                                 |
| BS4K6(161)        | BS4K6(161)        | BS-TBS 4K                                 |
| BS4K7(171)        | BS4K7(171)        | BSテレ東 4K                               |
| BS4K8(181)        | BS4K8(181)        | BSフジ 4K                                 |
| 407               | 407               | J sports 3                                |
| 401               | 401               | スカイA                                   |
| 403               | 403               | GAORA                                     |
| 413               | 413               | J sports 4                                |
| 415               | 415               | ゴルフネットワーク                        |
| 405               | 405               | 日テレG+                                  |
| 406               | 406               | スポーツライブ+                           |
| 450               | 451               | ムービープラス                            |
| 456               | 457               | 日本映画専門チャンネル                    |
| 454               | 455               | チャンネルNECO                            |
| 469               | 469               | V☆パラダイス                              |
| 467               | 467               | 東映チャンネル                            |
| 465               | 465               | 衛星劇場                                  |
| 551               | 551               | ファミリー劇場                            |
| 500               | 501               | スーパー!ドラマTV                         |
| 503               | 503               | Dlife                                     |
| 555               | 555               | 時代劇専門チャンネル                      |
| 807               | 807               | TBSチャンネル１                           |
| 605               | 605               | カートゥーン ネットワーク                 |
| 601               | 601               | アニマックス                              |
| 603               | 603               | キッズステーション                        |
| 305               | 305               | 日経CNBC                                  |
| 303               | 303               | 日テレNEWS24                              |
| 651               | 651               | ヒストリーチャンネル                      |
| 653               | 653               | ナショナルジオグラフィック                |
| 351               | 351               | スペースシャワーTV                        |
| 353               | 353               | MTV                                       |
| 715               | 715               | 囲碁・将棋チャンネル                      |
| 761               | 761               | ショップチャンネル                        |
| 763               | 763               | QVC                                       |
| 711               | 711               | 釣りビジョン                              |
| 713               | 713               | 旅チャンネル                              |
| 717               | 717               | MONDO TV                                  |
| 811               | 811               | フジテレビTWO                             |
| 809               | 809               | フジテレビONE                             |
| 419               | 419               | グリーンチャンネル                        |
| 421               | 421               | グリーンチャンネル2                       |
| 901               | 901               | レインボーチャンネル                      |
| 903               | 903               | ミッドナイトブルー                        |
| 423               | 423               | SPEEDチャンネル                           |

デジタル放送は日本デジタル配信を利用している。

#### ラジオ局
| MHz  | 放送局            |
| ---- | ----------------- |
| 76.7 | FMひゅうが        |
| 81.2 | NHK宮崎FM         |
| 81.8 | JOY-FM/FM宮崎     |
| 82.4 | NHK宮崎ラジオ第一 |
| 83.0 | NHK宮崎ラジオ第二 |
| 83.6 | MRTラジオ         |

## インターネット接続サービス

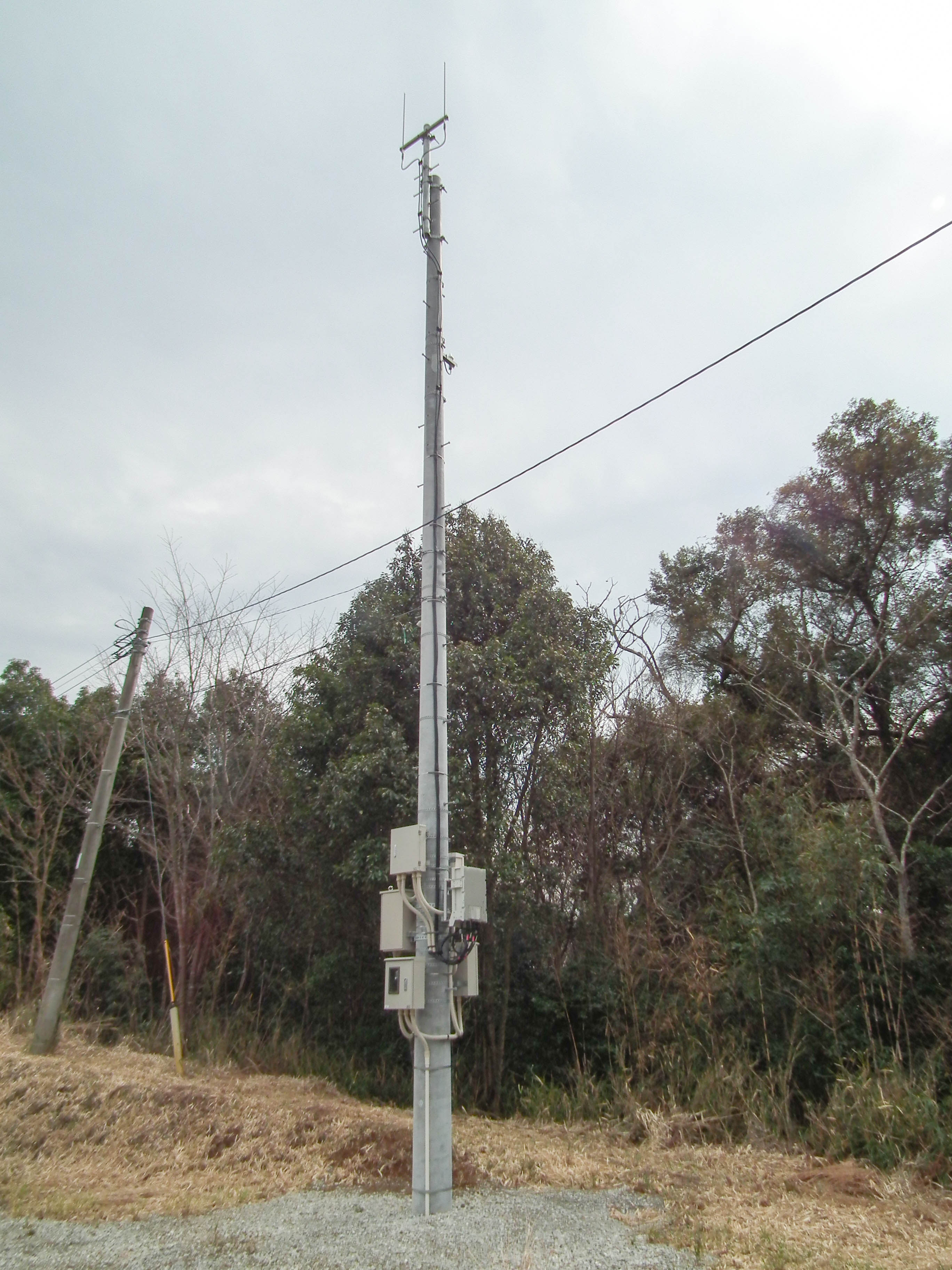
九州保健福祉大学付近のワイワイWiMAX基地局

- ワイワイネットS - 最大通信速度 120Mbps
- ワイワイひかりS - 最大伝送速度 120Mbps
- ワイワイひかり - 最大伝送速度 1Gbps
- ライトコース - 最大伝送速度 256Kbps
- エコノミーコース - 最大伝送速度 10Mbps
- スタンダードコース - 最大伝送速度 20Mbps
- スマートコース - 最大伝送速度 30Mbps
- ビュンビュン120Mコース - 最大伝送速度 120Mbps
- 地域WiMAX「ワイワイWiMAX」 - 最大伝送速度 10Mbps

有線接続サービスは延岡市（北浦町を除く）全域、日向市の一部、門川町、美郷町、日之影町の全域がサービスエリア。
地域WiMAXサービスは延岡市の主要地、日本のKDDI「ケーブルプラスWiMAX」エリア内で利用可能。
また「UQローミング（要登録）」機能を使えばUQ WiMAXエリアで利用できる。

## ケーブルテレビ電話事業
- ケーブルプラス電話（ワイワイひかり電話） - KDDIとの業務提携により提供する固定電話サービス

## コミュニティ放送
日向市と門川町の各一部地域を放送対象地域としてコミュニティ放送をしている。